# Vera Zvonareva
Vera Zvonareva (en russe, Вера Звонарёва), née le 7 septembre 1984 à Moscou, est une joueuse de tennis russe.
Elle fait ses premiers pas sur le circuit professionnel en 2000 et ne tarde pas à se faire connaître en intégrant le top 100 du classement WTA dès 2001. Si 2003 et 2004 la voient évoluer au tout meilleur niveau international, proche du top 10, de nombreuses blessures contrarient ensuite sa progression.
Elle réalise l'une des meilleures saisons de sa carrière en 2008 : victorieuse de deux tournois, elle atteint en outre six finales dont celles des Masters en novembre. Elle décroche par ailleurs la médaille de bronze aux JO de Pékin.
Vainqueur de deux tournois début 2009, dont l'Open d'Indian Wells, elle poursuit sa saison avec difficulté à la suite d'une blessure à la cheville. Elle revient néanmoins au premier plan lors de l'été 2010, durant lequel elle dispute deux finales de Grand Chelem consécutives en simple. Au tournoi de Wimbledon 2010, Vera Zvonareva s'illustre en atteignant à la fois la finale en simple (face à Serena Williams) et en double dames, bien qu'elle ne remporte aucun des deux titres. Deux mois plus tard, à l'US Open 2010, elle surprend Caroline Wozniacki en demi-finale, mais est sèchement battue par Kim Clijsters, tenante du titre, à la conclusion. Ces performances, associées à plusieurs finales en tournois Premier, lui permettent de se hisser le 25 octobre 2010 au 2e rang mondial, soit le meilleur classement de sa carrière.
Zvonareva compte vingt-huit titres WTA à son palmarès, dont douze en simple. En Grand Chelem, elle s'est imposée trois fois à l'US Open (double dames et mixte), une fois à l'Open d'Australie avec Svetlana Kuznetsova en 2012 et une fois à Wimbledon (double mixte).
En parallèle de sa carrière de joueuse professionnelle, elle poursuit ses études à Moscou. Elle est par ailleurs diplômée en relations internationales et en économie de l'Académie diplomatique du ministère des Affaires étrangères de la fédération de Russie.
Elle est la fille de la joueuse de hockey sur gazon Natalia Bykova.

## Carrière tennistique

### 2008: l'année de la révélation, entrée dans le top 10
Si Vera Zvonareva a été révélée au grand public en 2004, c'est en 2008 qu'elle revient à la compétition plus forte que jamais. Elle est très constante et atteint la finale dans de nombreux tournois. Elle échoue aux tournois de l'Open de Doha contre Maria Sharapova, à la Coupe Family Circle (Charleston) contre Serena Williams, à la Coupe du Kremlin contre Jelena Janković, au Tournoi de Linz contre Ana Ivanović et aux masters de tennis féminin de Doha contre Venus Williams.
Elle remporte les tournois de l'Open de Canton (Guangzhou) et à l'Open de Prague. Elle fait son entrée dans le top 10 après les Jeux olympiques d'été de 2008 où elle obtient la médaille de bronze.
Au cours de cette année 2008, seul un résultat en Grand Chelem manque à Vera. Lors du tournoi majeur des masters de tennis féminin de Doha, elle atteint la finale et ne s'incline qu'en trois sets face à l'américaine Venus Williams. Elle a au passage éliminé sa compatriote Elena Dementieva en demi-finale, prenant ainsi sa revanche du tournoi olympique. Elle finit l'année no 7 mondiale, ce qui est de loin sa meilleure saison.

### 2009: la confirmation

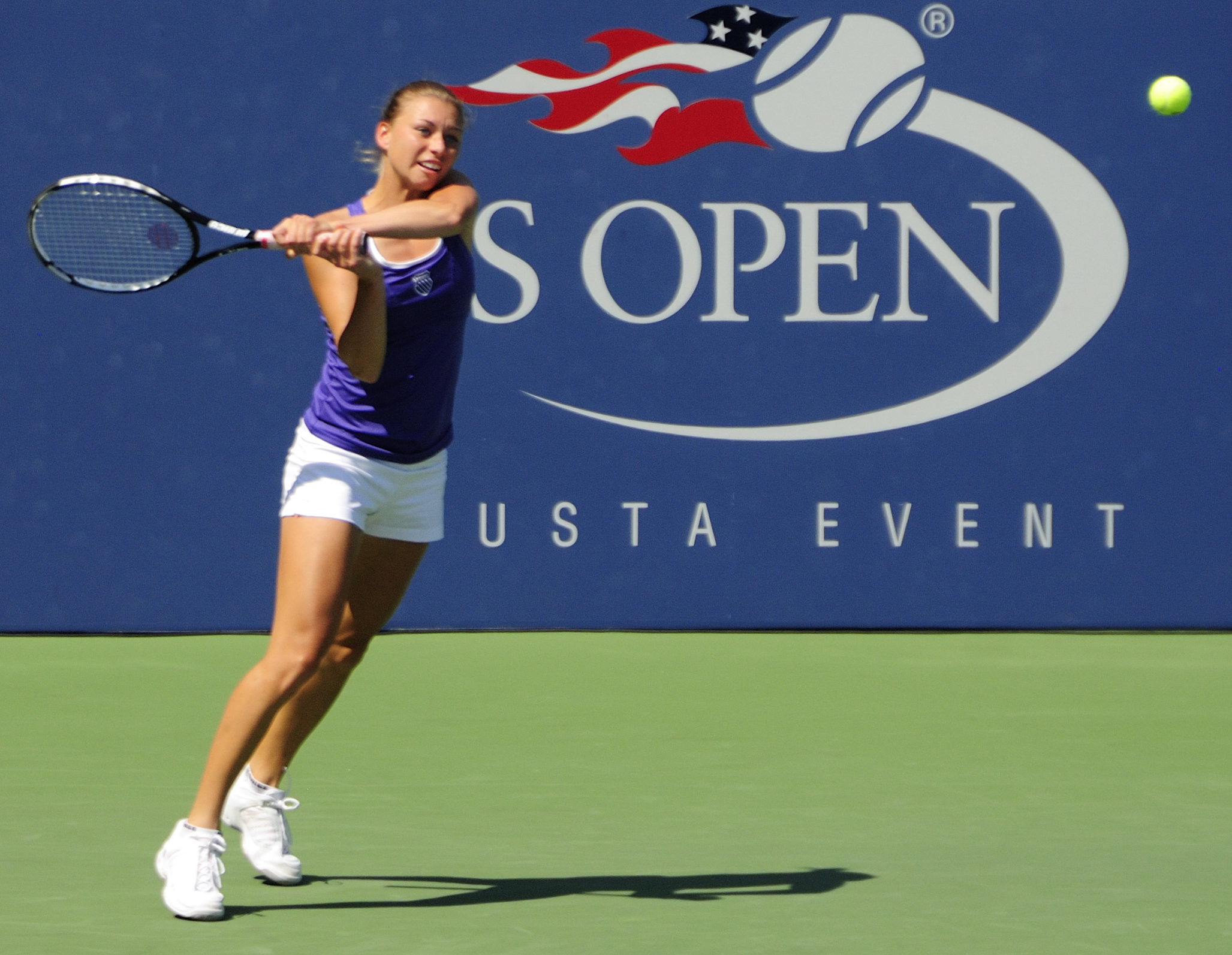
Vera Zvonareva a l'US Open de 2009

Vera décide de ne pas faire de tournoi de préparation à l'Open d'Australie et y réussit le meilleur résultat de sa carrière. En effet, Vera, tête de série no 7 accède aux quarts de finale en battant successivement Magdaléna Rybáriková, Edina Gallovits, Sara Errani et la dixième tête de série Nadia Petrova. C'est la deuxième fois que Vera accède aux quarts de finale d'un tournoi du grand chelem après les internationaux de France de tennis 2003.
En quart, elle élimine la française Marion Bartoli, tombeuse de la numéro un mondiale Jelena Janković. En demi-finale, elle rencontre sa compatriote Dinara Safina, numéro trois mondiale, et échoue aux portes de la finale après avoir servi pour le gain de la seconde manche à 6-5 service à suivre. À l'issue du tournoi, elle devient cinquième joueuse mondiale, sa meilleure place en carrière.
C'est au mois de février que Vera emporte son premier tournoi de l'année, l'Open de Pattaya. Tête de série numéro un du tournoi, elle s'impose en finale face à Sania Mirza. La semaine suivante, alors tête de série no 5, elle est éliminée de l'Open de Dubaï en quart de finale par la française Virginie Razzano lors d'un match spectaculaire de plus de 2h20.
En simple, à l'Open d'Indian Wells, elle s'impose en finale face à Ana Ivanović dans un match très perturbé par le vent. Elle remporte ainsi le titre le plus important de sa carrière et conforte sa 5e place mondiale. Elle s'adjuge également le titre en double avec la Biélorusse Victoria Azarenka, face à Gisela Dulko et Shahar Peer.
Le 17 avril, elle se blesse sérieusement à la cheville droite lors du tournoi de Charleston, contre Virginie Razzano.
À la suite de cette blessure Vera ne peut participer à Roland-Garros. Cependant elle est présente à Paris pour recevoir sa récompense pour « la promotion pour l’égalité des genres » par l’UNESCO.
Vera effectue son retour au tournoi d'Eastbourne, mais elle est éliminée dès son premier tour par Amélie Mauresmo.
Pour le troisième grand chelem de la saison elle est contrainte à l’abandon, tout d’abord en double avec Lisa Raymond lors de leurs premier match les opposant à Sara Errani et Carla Suárez Navarro, puis face à Virginie Razzano pour le troisième tour. Cet abandon est motivé par une douleur à la cheville blessée lors du tournoi de Charleston.
Après une période de repos Vera revient pour la Coupe d'Istanbul, au cours duquel elle est sortie dès le premier tour par Mariya Koryttseva. La semaine suivante à l'Open de Los Angeles elle atteint les quarts de finale où elle est défaite par la gagnante du tournoi, Flavia Pennetta. À l'Open de Cincinnati Vera atteint les huitièmes de finale où Daniela Hantuchová s’impose. À l'Open du Canada, elle atteint à nouveau les huitième mais elle est stoppée cette fois ci par Maria Sharapova. Lors de l’US Open elle est sortie en huitième par Flavia Pennetta malgré six balles de match qu’elle n’a pu convertir.
Deux semaines après l’US Open, Vera reprend la compétition à l'Open de Tokyo où elle se fait éliminer dès son premier match par Alisa Kleybanova.
Pour la semaine suivante, à l'Open de Chine, Vera réalise une meilleure prestation. Elle bat successivement Sorana Cîrstea, Francesca Schiavone et Flavia Pennetta avant d'être arrêtée en quart de finale par Marion Bartoli. C’est la deuxième fois en dix rencontres que Marion réussi à s’imposer face à Vera.
Lors de la Coupe du Kremlin, où elle est première tète de série, Vera se doit d’aller plus loin que Jelena Janković pour obtenir la dernière place qualificative pour les Masters mais elle échoue au second tour face à Tsvetana Pironkova.
Aux Masters de tennis féminin, Vera remplace Dinara Safina (forfait à son premier match). Vera s'incline devant Caroline Wozniacki dans un match marqué par les problèmes physiques des deux joueuses (épistaxis pour Vera et crampes pour Caroline). Après cette rencontre elle déclare forfait à son tour.
Malgré une absence de deux mois sur blessure, le bilan de la saison compte deux titres WTA, une neuvième place au classement final et un rapport de trente trois victoires pour quatorze défaites.

### 2010: deux finales en Grand Chelem
À l'Open d'Australie, Zvonareva atteint les huitièmes de finale, battue par Victoria Azarenka 4-6, 6-4, 6-0 alors qu'elle avait le match en main. Elle conserve ensuite son titre à Pattaya en dominant Tamarine Tanasugarn 6-4, 6-4 pour s'offrir son dixième titre en simple. En mai, elle s'incline au second tour à Roland-Garros contre sa compatriote Anastasia Rodionova.
En juillet, Vera Zvonareva obtient son meilleur résultat en Grand Chelem, mais s'incline face à Serena Williams en finale de Wimbledon. Elle réédite cette performance en septembre à l'US Open, créant la surprise en battant en demi-finale la tête de série no 1, Caroline Wozniacki, mais s'inclinant finalement en 1h de jeu face à Kim Clijsters en finale. En octobre, Vera atteint la finale du tournoi de Pékin seulement battue par Caroline Wozniacki.
En fin de saison, elle finit première de sa poule (composée avec Kim Clijsters, Jelena Janković et Victoria Azarenka) aux Masters. Elle s'incline ensuite à l'occasion des demi-finales face à la no 1 mondiale, Caroline Wozniacki.

### 2011: deux titres

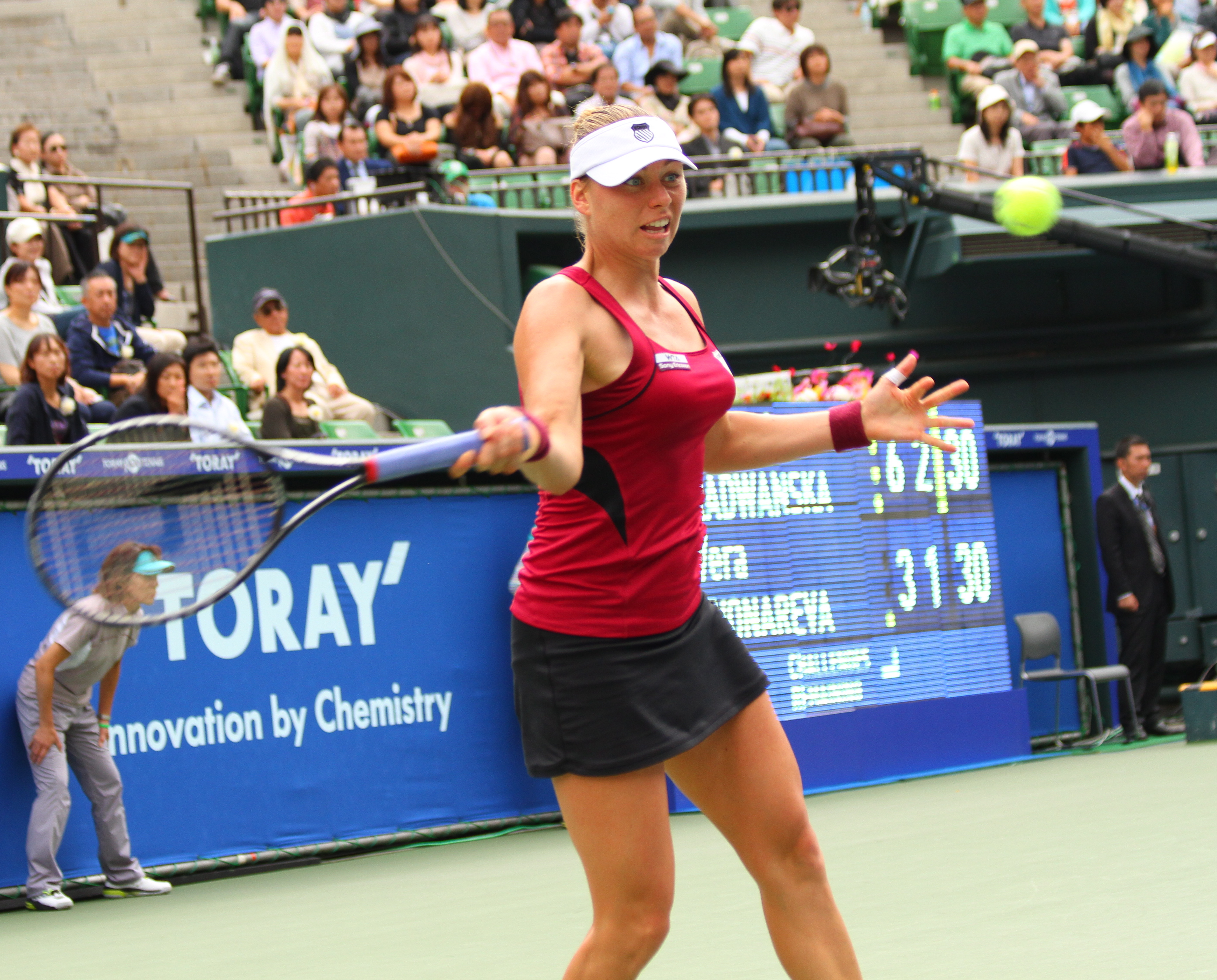
Vera Zvonareva lors du tournoi de Tokyo en 2011.

Elle démarre sa douzième saison sur une défaite au premier tour lors des Internationaux de Sydney 2011 où elle s'incline face à Flavia Pennetta. Elle atteint ensuite les demi-finales de l'Open d'Australie en battant Petra Kvitová en quarts de finale. Dans le dernier carré, elle s'incline face à la future vainqueur Kim Clijsters, qui lui subtilise la deuxième place mondiale à cette occasion.
S'ensuivent une demi-finale à Pattaya et un huitième de finale à Dubaï battue par Alisa Kleybanova. La semaine suivante, elle gagne le tournoi à Doha contre Caroline Wozniacki.
À Stuttgart, elle se fait éliminer en quarts par Samantha Stosur en trois sets.
À Bruxelles, elle atteint la demi-finale, battue par Peng Shuai.

### 2012 -2015: Saisons en demi-teinte et blessures
Elle commence sa saison au tournoi de Sydney où, tête de série no 6, elle perd sèchement dès son entrée en lice contre Svetlana Kuznetsova (1-6, 2-6). Quelques jours plus tard, c'est avec la même Kuznetsova que, alors que leur paire n'est pas tête de série, elle s'impose en finale du double à l'Open d'Australie, contre la paire italienne Sara Errani - Roberta Vinci, sur le score de 5-7, 6-4, 6-3. En simple, Vera Zvonareva s'incline au troisième tour contre sa compatriote Ekaterina Makarova (6-7, 1-6) qui atteindra cette année-là son premier quart de finale en Majeur. Elle s'était défaite difficilement de la Roumaine Alexandra Dulgheru (7-6, 6-7, 6-3) et de la Tchèque Lucie Hradecká, spécialiste de double (6-1, 7-6) aux tours précédents. Elle enchaîne avec un quart de finale à Pattaya où elle abandonne contre Sorana Cîrstea (6-2, 4-6, 2-2 ab.). Elle se retire contre une autre Roumaine à Doha dès le premier tour puis remporte un match contre la Japonaise Kimiko Date, ancienne numéro quatre mondiale (6-3, 6-4) avant de déclarer forfait au tour suivant.
Au tournoi de Miami, elle s'incline au deuxième tour contre la jeune espagnole Garbiñe Muguruza, classée 208e et qui dispute alors son premier WTA 1000 (4-6, 3-6). Elle rebondit quelque peu à Charleston, sortant Kateryna Volodko (6-1, 6-1) et renversant Stefanie Vögele (5-7, 6-3, 6-4) mais s'inclinant contre la Tchèque Lucie Šafářová (3-6, 3-6) en quarts de finale. Elle échoue de nouveau au premier tour pour son dernier match de la saison sur terre à Madrid contre Petra Cetkovská, ce qui constitue son pire résultat en carrière jusqu'alors. À la suite d'une blessure à la hanche, elle déclare forfait pour le tournoi de Roland-Garros.
À Wimbledon, malade, et menée 6-3, 4-3 au troisième tour contre Kim Clijsters, elle abandonne, ce qui constitue la dernière victoire de la championne Belge au Temple. Aux Jeux olympiques de Londres, elle enregistre la plus lourde défaite de sa carrière : 1-6, 0-6 contre la future médaillée d'or Serena Williams, numéro quatre et victorieuse à Wimbledon au troisième tour. Jusque-là, Vera Zvonareva avait toujours remporté au moins deux jeux par match joué sur le circuit WTA.
Zvonareva ne dispute pas la fin de la saison 2012, déclarant forfait pour l'US Open, Tokyo et Pékin. Forfait pour l'Open d'Australie 2013 en raison d'une blessure à l'épaule, nécessitant une opération, la joueuse est absente tout au long de la saison 2013.
Tenue éloignée des courts durant un an et demi à cause d'une blessure à l'épaule ayant entraîné une opération chirurgicale, Vera Zvonareva fait son retour sur le circuit à l'occasion de l'Open de Shenzhen, en 2014, lequel tournoi lui a offert une wildcard. L'ancienne dauphine de Caroline Wozniacki au classement WTA est logiquement battue d'entrée par la no 3 mondiale Na Li (7-5, 6-3), vainqueur quelques semaines plus tard de son deuxième et dernier titre en Majeur à l'Open d'Australie. La Russe y est présente mais s'incline également au premier tour, face à Casey Dellacqua, une locale invitée (2-6, 2-6).
C'est en Thaïlande qu'elle gagne son premier match de la saison contre la joueuse locale Peangtarn Plipuech (6-3, 6-2), avant d'être éliminée sèchement au tour suivant par sa compatriote tête de série no 4 Ekaterina Makarova (0-6, 2-6).  Elle essuie une nouvelle défaite  à Indian Wells contre la Chinoise Peng Shuai, (6-4, 0-6, 5-7) demi-finaliste en fin de saison à l'US Open. Sa saison semble décoller à Wimbledon, où titulaire d'une invitation, elle passe deux tours, contre la Britannique Tara Moore et la Croate Donna Vekić, qui vient de remporter son premier match au Temple avant de s'incliner au troisième tour contre la surprise Zarina Dyias (6-71, 6-3, 3-6) qui joue pour la première fois le tournoi. Mais blessée, elle déclare forfait pour la tournée nord-américaine et pour l'US Open, mettant fin à sa saison.
Début 2015, Vera Zvonareva fait valoir son classement protégé afin d'intégrer le tableau du tournoi de Shenzhen. Elle y bat au premier tour la finaliste sortante Peng Shuai (4-6, 6-4, 6-3), puis la Turque Çağla Büyükakçay (6-3, 7-6), se qualifiant pour les quarts de finale. Blessée au dos, elle déclare abandonne lors de son match contre Timea Bacsinszky (2-3 ab.) qui fera la meilleure saison de sa carrière cette année-là.
A l'Open d'Australie, elle se défait au premier tour de la Tunisienne Ons Jabeur (6-2, 6-3), qui joue pour la première fois le tournoi avant d'être battue (5-7, 0-6) par Serena Williams au tour suivant, déjà vainqueur de l'US Open en fin de saison dernière et future lauréate des trois premiers Grand Chelem de l'année 2015.
Elle reçoit ensuite une invitation pour le tournoi de Pattaya, où elle se hisse en quarts de finale, après des victoires sur les Chinoises Wang Qiang (6-2, 6-2) et Zhang Shuai (7-6, 6-3),  battue difficilement par Marina Erakovic (6-2, 6-7, 5-7). Elle ne gagne que deux matchs en cinq tournois, à Monterrey contre l'Américaine Alison Riske (6-4, 6-0), s'inclinant contre la Française Kristina Mladenovic (4-6, 2-6) et à Katowice en Pologne contre l'Italienne Karin Knapp (7-5, 6-4), éliminée par la Tchèque Klára Koukalová (1-6, 4-6). Elle s'incline d'entrée à Dubaï, Indian Wells et Miami.

### 2016: mariage, et grossesse
En 2016, Vera Zvonareva reste éloignée du circuit WTA. Elle se marie et donne naissance à son premier enfant.

### 2017: retour sur le circuit ITF, demi-finale à Tachkent
Vera Zvonareva revient à la compétition en août 2017, lors du tournoi ITF d'Istanbul. Elle remporte le tournoi de Sharm El Sheikh, son premier titre sur le circuit ITF depuis 2002. Elle participe aux qualifications du tournoi de New Haven, où elle se défait d'Anastasia Rodionova au premier tour, avant de déclarer forfait lors du tour suivant contre Magdaléna Rybáriková. Elle perd également au deuxième tour des qualifications à l'US Open. En septembre, elle atteint la finale du tournoi de Dalian, en Chine, où elle s'incline contre Kateryna Kozlova sur le score de 4-6, 2-6. Puis, fin septembre, elle s'extirpe du tableau des qualifications de Tachkent, et atteint sa première demi-finale sur le circuit principal depuis presque cinq ans, écartant de sa route la Roumaine Irina-Camelia Begu (2-6, 6-2, 6-4), la Française Pauline Parmentier (6-2, 6-0) et la Serbe Aleksandra Krunić (6-4, 6-3). Elle doit abandonner alors qu'elle est à deux jeux de la défaite contre l'Ukrainienne Kateryna Volodko (6-7, 1-4 ab.) qui remportera quelques jours plus tard le tournoi.

### 2018: qualification pour l'US Open, et premiers titres en double dames depuis six ans
La saison 2018 commence en Australie, où elle est éliminée au 1er tour des qualifications du premier Majeur de l'année. Elle reçoit ensuite une invitation pour le tournoi de Saint-Pétersbourg, où elle passe un tour, profitant de l'abandon de la Néerlandaise Kiki Bertens qui remportera cette année-là le tournoi de Cincinnati, avant de s'incliner contre la numéro 6 mondiale Jelena Ostapenko (6-7, 3-6), victorieuse à Roland Garros la saison passée. Elle s'illustre toutefois en double, en remportant le titre aux côtés de Timea Bacsinszky. Il s'agit alors de son premier titre sur le circuit WTA depuis 2012, et de son premier titre en tant que mère, depuis la naissance de sa fille.
La suite de sa saison est plus discrète, avec toutefois une qualification dans le tableau principal de Wimbledon pour la première fois depuis 2014. Elle y perd, au premier tour, contre l'Allemande Angelique Kerber (5-7, 3-6), future lauréate du tournoi. Elle participe ensuite au tournoi de Moscou (catégorie International), où elle remporte son second titre de la saison en double dames, cette fois-ci aux côtés de sa compatriote Anastasia Potapova. Elles s'imposent en finale 6-0, 6-3 contre la paire constituée de la kazakhe Galina Voskoboeva et de la russe Alexandra Panova. Il s'agit là de son huitième titre en double en carrière. En simple, elle remporte un match à Bucarest contre sa compatriote Ekaterina Alexandrova (6-1, 6-2) avant de perdre contre la Tunisienne, alors modeste 123e mondiale Ons Jabeur (2-6, 2-6) puis subit une deuxième défaite consécutive à Moscou contre l'Estonienne Kaia Kanepi sur le même score.
Zvonareva prend part aux qualifications de l'US Open. Elle parvient à se qualifier pour le grand tableau en battant la Roumaine Jaqueline Cristian (6-3, 6-1), la Hongroise Fanny Stollár (7-5, 6-2) puis la Chinoise Lin Zhu alors qu'elle était menée 2-6, 6-4, 5-2, 40-15 sur le service de la Chinoise puis 5-4, 40-15 toujours sur le service de Zhu. Zvonareva finit par renverser le cours du match pour s'imposer (6-2, 4-6, 7-5) et entrer pour la première fois dans un grand tableau à l'US Open depuis 2011. Elle bat sa compatriote Anna Blinkova au premier tour (6-2, 6-7, 7-5), avant de s'incliner au deuxième tour contre la future championne biélorusse Aryna Sabalenka, tête de série n°26, sur le score de (3-6, 6-7). En double, elle se hisse en huitièmes de finale, à nouveau avec Timea Bacsinszky. Avec deux titres et ce huitième de finale, sa saison 2018 lui permet de revenir dans le top 100 en double.
Elle subit une défaite contre l'Allemande Sabine Lisicki, 227e au classement WTA (4-6, 2-6) à Guangzhou et remporte un match à Tashkent contre Tamara Zidanšek (6-1, 6-4) mais voit Fanny Stollár prendre sa revanche (6-7, 4-6) au deuxième tour. Elle se qualifie mi-octobre pour le tournoi de Moscou et remporte son premier match contre la modeste Irina Khromacheva (6-1, 6-3) avant de sortie la numéro cinq mondiale Karolína Plíšková sur un score fleuve (6-1, 6-2) ce qui constitue sa première victoire depuis sept ans sur une Top 10. Elle livre un gros match en quarts de finale contre la Lettone Anastasija Sevastova, onzième mondiale mais doit s'incliner (6-4, 5-7, 3-6). Elle termine l'année hors du Top 100 mais à son meilleur classement depuis six ans.

### 2019: nouveau titre en double, saison écourtée en simple
La saison 2019 de Vera Zvonareva commence en Chine, à Shenzhen, tournoi pour lequel elle reçoit une invitation. Elle atteint les demi-finales du tournoi, après plusieurs victoires sur la Thaïlandaise Luksika Kumkhum (6-3, 6-3) et les qualifiées Ivana Jorovic (7-5, 4-6, 6-4) et Veronika Kudermetova (4-6, 7-5, 6-3), où elle est contrainte à l'abandon contre l'Américaine Alison Riske, qui menait 6-0, 1-0. Elle réintègre pour la première fois depuis six ans. Elle perd ensuite au premier tour des qualifications de l'Open d'Australie puis fin janvier, elle reçoit une invitation, pour la deuxième année de suite, au tournoi de Saint-Pétersbourg. Elle bat successivement Ekaterina Makarova, bénéficiaire d'une invitation et qui dispute son avant dernier tournoi sur le circuit (6-3, 6-4), Julia Görges, seizième joueuse mondiale (4-6, 6-4, 6-4) et sa compatriote Daria Kasatkina, (6-3, 7-6), douzième eu classement pour se qualifier en demi-finale. Elle s'y incline contre la Croate Donna Vekić, sur le score de 2-6, 2-6.
Trois semaines plus tard, elle s'aligne au tournoi de Budapest, où elle perd au premier tour, en simple dames, contre la Belge Alison Van Uytvanck, tête de série numéro 1 et future gagnante du tournoi (5-7, 5-7). En double, elle se hisse en finale aux côtés de sa compatriote Ekaterina Alexandrova, où elles s'adjugent le titre face à la paire Fanny Stollár/Heather Watson.
Elle déclare forfait pour le tournoi d'Indian Wells puis pour celui de Monterrey, et perd au premier tour du tournoi de Stuttgart contre Victoria Azarenka, ancienne numéro une (5-7, 4-6). Elle s'incline également au premier tour du tournoi de Rabat face à Lara Arruabarrena (6-7, 5-7). Lors de la saison européenne sur terre battue, elle se qualifie pour le tableau principal du tournoi de Madrid pour la première fois depuis sept ans mais perd au premier tour contre l'Américaine Danielle Collins (1-6, 4-6). En double, elle atteint la demi-finale, avec pour partenaire Jeļena Ostapenko. Elle enchaîne ensuite en double à Rome, où elle perd au deuxième tour.
Au tournoi de Roland Garros, elle perd en simple au premier tour contre Aliona Bolsova (4-6, 2-6), qui dispute son premier Majeur en carrière et atteint le deuxième tour en double avec pour partenaire Ekaterina Alexandrova.
Lors de la saison sur gazon, elle participe en double au tournoi d'Eastbourne, aux côtés de l'Américaine Raquel Atawo. La paire se hisse en quarts de finale mais est contrainte à déclarer forfait à cause d'une blessure au poignet. Zvonareva déclare ensuite forfait pour Wimbledon. Lors de la saison américaine sur dur, elle est également forfait pour le tournoi de Washington, puis pour l'US Open. Absente lors de la tournée asiatique puis lors de la saison européenne sur dur, elle ne reparaît pas sur le circuit WTA en 2019.

### 2020: forfait à l'Open d'Australie, retour en simple
Vera Zvonareva est absente lors des tournois préparatoires à l'Open d'Australie, pour lequel elle déclare forfait. Elle fait son retour sur le circuit principal en double, en février, au tournoi de Saint-Pétersbourg, où elle perd au premier tour en double, associée à Ekaterina Alexandrova. Titulaire d'une invitation en simple lors du tournoi de Doha, elle s'incline au deuxième tour contre Zheng Saisai(5-7, 1-6) après avoir sorti la Taïwanaise Hsieh Su-wei (6-4, 6-4), spécialiste de double. Début mars, elle participe au tournoi Challenger d'Indian Wells, où elle atteint les demi-finales, en battant notamment Samantha Stosur. Blessée à la hanche, elle déclare forfait avant sa demi-finale contre Misaki Doi. Elle s'incline mi-août contre l'Américaine Jessica Pegula , 81e à Lexington (1-6, 7-5, 4-6) mais sort des qualifications à Cincinnati pour disputer le tournoi pour la première fois depuis neuf ans. Elle y retrouve des sensations, écartant la Polonaise Magda Linette (1-6, 6-3, 6-1) et la qualifiée Laura Siegemund (6-1, 6-1) avant d'être sortie par la quinzième mondiale Johanna Konta (4-6, 2-6) au troisième tour. Dans un calendrier chamboulé par la pandémie de Covid-19, elle s'arrête d'entrée à l'US Open contre Leylah Fernandez qui dispute pour la première fois le tournoi (4-6, 5-7) et à Rome contre la qualifiée Daria Kasatkina, ancienne quart de finaliste à Roland Garros (2-6, 2-6). Elle parvient au troisième tour des qualifications lors du Majeur parisien mais est sortie à ce stade et termine la saison à Linz où elle gagne un match contre l'Ukrainienne Marta Kostyuk (6-4, 6-2) avant de tomber logiquement contre la Belge Elise Mertens (4-6, 7-5, 2-6).

### 2021: retour dans le top 100 en simple, dans le top 40 en double
En 2021, Zvonareva s'aligne en simple dans les quatre tournois du Grand Chelem. Elle débute l'année par une victoire sur la modeste Amandine Hesse (6-3, 6-4), s'inclinant au tour d'après logiquement contre la numéro cinq mondiale Elina Svitolina (4-6, 1-6) à Abou Dhabi. Elle remporte deux matchs consécutifs d'un tableau final d'un tournoi WTA pour la première fois depuis cinq mois, sortant l'ancienne numéro une Karolína Plíšková (6-4, 6-7, 6-3) et l'Américaine Caroline Dolehide (6-2, 6-4) avant de perdre contre Markéta Vondroušová dans un match serré (6-7, 7-6, 4-6). Elle s'incline au premier tour de l'Open d'Australie contre Elena Rybakina (6-4, 4-6, 4-6), ne se qualifie pas à Dubaï mais est de nouveau invitée au tournoi de Saint-Pétersbourg où elle remporte trois matchs contre les qualifiées Arina Rodionova (6-1, 6-3) et Anastasia Gasanova sur le score inverse (6-3, 6-1) ainsi que contre la Française Fiona Ferro (6-7, 7-5, 7-6), de justesse. Elle s'incline contre une autre surprise du tournoi en demi-finale, sa compatriote Margarita Betova, 126e mondiale (3-6, 6-7). 
Elle démarre la tournée sur terre par un deuxième tour à Istanbul et une qualification au tournoi de Madrid où elle est sortie sèchement par la championne Aryna Sabalenka, septième mondiale (1-6, 2-6). Elle s'extirpe également des qualifications de Rome et y remporte son premier match en carrière contre uns autre qualifiée, Christina McHale (6-3, 6-0). Elle enchaîne avec une victoire contre la Tchèque Petra Kvitová (6-4, 3-6, 6-4), sa première contre une Top 10 depuis quatre saisons et la première sur terre depuis onze ans. Elle voit une autre Tchèque, Karolína Plíšková, ancienne vainqueur du tournoi italien prendre sa revanche (5-7, 3-6). Ces résultats lui permettent de revenir dans le Top 100 Elle enregistre de bons résultats en double, dont deux quarts de finale à Madrid et à Rome, sur terre battue, avec sa compatriote Elena Vesnina, et une demi-finale à Belgrade aux côtés de Tímea Babos. Elle échoue au troisième tour des qualifications à Roland Garros contre Anna Karolína Schmiedlová puis en sort à Eastbourne avant d'abandonner contre sa compatriote Daria Kasatkina (5-7, 2-2 ab.). Elle se présente malgré cela au tournoi de Wimbledon où elle remporte un match contre Marie Bouzková, sa première victoire depuis sept ans. Elle est contrainte à la défaite au deuxième tour contre la neuvième mondiale Iga Świątek (1-6, 3-6).
Sa tournée américaine est plus décevante avec une seule victoire à Cleveland contre la 291e mondiale Ulrikke Eikeri (6-4, 6-2). Elle échoue d'entrée à Cincinnati en qualifications et à l'US Open, ayant hérité d'un tirage très compliqué avec la numéro une Ashleigh Barty, vainqueur récente de Wimbledon (1-6, 6-7). En décembre 2021, alignée au tournoi WTA 125 de Limoges, elle se hisse en demi-finale, en battant au passage la Française Caroline Garcia, mais s'incline face à la Belge Alison Van Uytvanck (1-6, 4-6). Elle a toutefois opéré une belle remontée au classement en 2021, puisqu'elle est passée de la 163ème à la 87ème place en un an, finissant l'année dans le top 100, à 37 ans, pour la première fois depuis 2012.

### 2022: titre en double au M1000 de Miami
Zvonareva commence la saison 2022 sur la tournée préparatoire à l'Open d'Australie, s'alignant au tournoi de Melbourne. Elle y perd au deuxième tour, contre la Chinoise Zheng Qinwen (7-5, 3-6, 4-6). A l'Open d'Australie, opposée dès le premier tour à la tête de série n°19 Elise Mertens, elle s'incline 4-6, 5-7.
En double, elle s'impose début mars au tournoi de Lyon, avec l'Allemande Laura Siegemund, de retour de blessure, avec laquelle elle n'avait plus joué depuis Wimbledon 2021. La paire remporte le titre face aux deux Britanniques, surprenantes finalistes qui jouent alors leur premier tournoi sur le circuit principal WTA, Alicia Barnett et Olivia Nicholls. 
Toujours avec Laura Siegemund, Vera Zvonareva s'impose en double, quelques semaines plus tard, en finale du tournoi de Miami.

### 2023: quart de finale en double à Wimbledon, finale en double à l'US Open et titre au Masters de fin d'année en double[4]
En simple, elle obtient peu de résultats significatifs. En mai, elle remporte en double le tournoi WTA 125 de Paris (Trophée Clarins) en compagnie d'Anna Danilina. Elle atteint ensuite les quarts de finale en double à Wimbledon avec sa partenaire Laura Siegemund.
Fin juillet, elle doit participer au tournoi de Varsovie. Elle est cependant refoulée à la frontière polonaise, étant considérée comme « indésirable » par les autorités du pays, qui se justifient en indiquant ne pas accepter les « personnes qui soutiennent les opérations de la Russie et du Bélarus » dans le contexte de l'invasion de l'Ukraine par la Russie depuis 2022.
Sa collaboration en double avec l'Allemande Laura Siegemund est fructueuse, avec trois titres gagnés en 2023 : le tournoi WTA 500 de Washington en juillet, et les tournois de Ningbo et Nanchang lors de la tournée asiatique de l'automne. La paire se qualifie également pour la finale de l'US Open 2023, où elles sont battues 7-6, 6-3 par la paire composée de la Canadienne Gabriela Dabrowski et de la Néo-Zélandaise Erin Routliffe. Qualifiée avec Laura Siegemund pour le Masters de Tennis féminin 2023, et alors qu'elles sont têtes de série n°6, elle remporte le tournoi, en s'imposant avec l'Allemande face à la paire Nicole Melichar-Martinez et Ellen Perez. A la faveur de ce succès et de sa bonne saison avec Laura Siegemund, Vera Zvonareva finit l'année 2023 dans le Top 10 mondial en double, à la neuvième place.

### 2024: quart de finale en double à Roland-Garros
La saison 2024 de Vera Zvonareva en double débute avec la Hongroise Timea Babos, avec qui elle remporte le tournoi ITF de Dubai durant l'entre-saison 2023-2024, et avec qui elle dispute le tournoi d'Abu Dhabi en février. Elle s'associe ensuite en double avec sa compatriote Anastasia Potapova, avec qui elle dispute les tournois de Dubaï, de Doha et de Stuttgart, avant de faire équipe avec la jeune Mirra Andreeva. Ensemble, elles atteignent les quarts de finale de Roland Garros 2024.

## Palmarès

### Titres en simple dames
| No | Date       | Nom et lieu du tournoi                  | Catégorie | Dotation    | Surface      | Finaliste           | Score          |          |
| -- | ---------- | --------------------------------------- | --------- | ----------- | ------------ | ------------------- | -------------- | -------- |
| 1  | 28-04-2003 | Croatian Ladies Open, Bol               | Tier III  | 170 000 $   | Terre (ext.) | C. Granados         | 6-1, 6-3       | Parcours |
| 2  | 16-02-2004 | Cellular South Cup, Memphis             | Tier III  | 190 000 $   | Dur (int.)   | Lisa Raymond        | 4-6, 6-4, 7-5  | Parcours |
| 3  | 14-02-2005 | M. Keegan & Cellular South Cup, Memphis | Tier III  | 170 000 $   | Dur (int.)   | Meghann Shaughnessy | 7-63, 6-2      | Parcours |
| 4  | 12-06-2006 | DFS Classic, Birmingham                 | Tier III  | 200 000 $   | Gazon (ext.) | Jamea Jackson       | 7-612, 7-65    | Parcours |
| 5  | 17-07-2006 | Western & Southern Open, Cincinnati     | Tier III  | 175 000 $   | Dur (ext.)   | Katarina Srebotnik  | 6-2, 6-4       | Parcours |
| 6  | 28-04-2008 | ECM Open, Prague                        | Tier IV   | 145 000 $   | Terre (ext.) | Victoria Azarenka   | 7-62, 6-2      | Parcours |
| 7  | 15-09-2008 | International Women’s Open, Guangzhou   | Tier III  | 175 000 $   | Dur (ext.)   | Peng Shuai          | 6-74, 6-0, 6-2 | Parcours |
| 8  | 09-02-2009 | PTT Women's Open, Pattaya               | Intern'l  | 220 000 $   | Dur (ext.)   | Sania Mirza         | 7-5, 6-1       | Parcours |
| 9  | 11-03-2009 | BNP Paribas Open, Indian Wells          | PREMIER*  | 4 500 000 $ | Dur (ext.)   | Ana Ivanović        | 7-65, 6-2      | Parcours |
| 10 | 08-02-2010 | PTT Women's Open, Pattaya               | Intern'l  | 220 000 $   | Dur (ext.)   | Tamarine Tanasugarn | 6-4, 6-4       | Parcours |
| 11 | 21-02-2011 | Qatar Ladies Open, Doha                 | Premier   | 721 000 $   | Dur (ext.)   | Caroline Wozniacki  | 6-4, 6-4       | Parcours |
| 12 | 18-07-2011 | Baku Cup, Bakou                         | Intern'l  | 220 000 $   | Dur (ext.)   | Ksenia Pervak       | 6-1, 6-4       | Parcours |

### Finales en simple dames
| No | Date       | Nom et lieu du tournoi              | Catégorie | Dotation     | Surface      | Vainqueure          | Score          |          |
| -- | ---------- | ----------------------------------- | --------- | ------------ | ------------ | ------------------- | -------------- | -------- |
| 1  | 08-07-2002 | Internazionali Femminili, Palerme   | Tier V    | 110 000 $    | Terre (ext.) | Mariana Díaz-Oliva  | 6-76, 6-1, 6-3 | Parcours |
| 2  | 16-08-2004 | Western & Southern Open, Cincinnati | Tier III  | 170 000 $    | Dur (ext.)   | Lindsay Davenport   | 6-3, 6-2       | Parcours |
| 3  | 01-11-2004 | Advanta Championships, Philadelphie | Tier II   | 585 000 $    | Dur (int.)   | Amélie Mauresmo     | 3-6, 6-2, 6-2  | Parcours |
| 4  | 02-01-2006 | ASB Classic, Auckland               | Tier IV   | 145 000 $    | Dur (ext.)   | Marion Bartoli      | 6-2, 6-2       | Parcours |
| 5  | 01-01-2007 | ASB Classic, Auckland               | Tier IV   | 145 000 $    | Dur (ext.)   | Jelena Janković     | 7-69, 5-7, 6-3 | Parcours |
| 6  | 06-01-2008 | Moorilla International, Hobart      | Tier IV   | 170 000 $    | Dur (ext.)   | Eléni Daniilídou    | forfait        | Parcours |
| 7  | 18-02-2008 | Qatar Total Open, Doha              | Tier I    | 2 500 000 $  | Dur (ext.)   | Maria Sharapova     | 6-1, 2-6, 6-0  | Parcours |
| 8  | 14-04-2008 | Family Circle Cup, Charleston       | Tier I    | 1 340 000 $  | Terre (ext.) | Serena Williams     | 6-4, 3-6, 6-3  | Parcours |
| 9  | 06-10-2008 | Kremlin Cup, Moscou                 | Tier I    | 1 340 000 $  | Dur (int.)   | Jelena Janković     | 6-2, 6-4       | Parcours |
| 10 | 20-10-2008 | Generali Ladies, Linz               | Tier II   | 600 000 $    | Dur (int.)   | Ana Ivanović        | 6-2, 6-1       | Parcours |
| 11 | 04-11-2008 | Sony Ericsson Championships, Doha   | Masters   | 4 450 000 $  | Dur (ext.)   | Venus Williams      | 6-75, 6-0, 6-2 | Parcours |
| 12 | 12-04-2010 | Family Circle Cup, Charleston       | Premier   | 700 000 $    | Terre (ext.) | Samantha Stosur     | 6-0, 6-3       | Parcours |
| 13 | 21-06-2010 | The Championships, Wimbledon        | G. Chelem | 9 781 631 $  | Gazon (ext.) | Serena Williams     | 6-3, 6-2       | Parcours |
| 14 | 16-08-2010 | Coupe Rogers, Montréal              | Premier 5 | 2 000 000 $  | Dur (ext.)   | Caroline Wozniacki  | 6-3, 6-2       | Parcours |
| 15 | 30-08-2010 | US Open, Flushing Meadows           | G. Chelem | 10 258 000 $ | Dur (ext.)   | Kim Clijsters       | 6-2, 6-1       | Parcours |
| 16 | 02-10-2010 | China Open, Pékin                   | PREMIER*  | 4 500 000 $  | Dur (ext.)   | Caroline Wozniacki  | 6-3, 3-6, 6-3  | Parcours |
| 17 | 01-08-2011 | Mercury Insurance Open, Carlsbad    | Premier   | 721 000 $    | Dur (ext.)   | Agnieszka Radwańska | 6-3, 6-4       | Parcours |
| 18 | 26-09-2011 | Pan Pacific Open, Tokyo             | Premier 5 | 2 050 000 $  | Dur (ext.)   | Agnieszka Radwańska | 6-3, 6-2       | Parcours |

### Titres en double dames
| No | Date       | Nom et lieu du tournoi                         | Catégorie | Dotation     | Surface         | Partenaire            | Finalistes                           | Score            |          |
| -- | ---------- | ---------------------------------------------- | --------- | ------------ | --------------- | --------------------- | ------------------------------------ | ---------------- | -------- |
| 1  | 11-10-2004 | Ladies Kremlin Cup Moscou                      | Tier I    | 1 300 000 $  | Moquette (int.) | Anastasia Myskina     | Virginia Ruano Pascual Paola Suárez  | 6-3, 4-6, 6-2    | Parcours |
| 2  | 02-05-2005 | German Open Berlin                             | Tier I    | 1 300 000 $  | Terre (ext.)    | Elena Likhovtseva     | Cara Black Liezel Huber              | 4-6, 6-4, 6-3    | Parcours |
| 3  | 02-01-2006 | ASB Classic Auckland                           | Tier IV   | 145 000 $    | Dur (ext.)      | Elena Likhovtseva     | Émilie Loit Barbora Strýcová         | 6-3, 6-4         | Parcours |
| 4  | 29-08-2006 | US Open Flushing Meadows                       | G. Chelem | 8 332 000 $  | Dur (ext.)      | Nathalie Dechy        | Dinara Safina Katarina Srebotnik     | 7-65, 7-5        | Parcours |
| 5  | 11-03-2009 | BNP Paribas Open Indian Wells                  | PREMIER*  | 4 500 000 $  | Dur (ext.)      | Victoria Azarenka     | Gisela Dulko Shahar Peer             | 6-4, 3-6, [10-5] | Parcours |
| 6  | 16-01-2012 | Australian Open Melbourne                      | G. Chelem | 12 122 762 $ | Dur (ext.)      | Svetlana Kuznetsova   | Sara Errani Roberta Vinci            | 5-7, 6-4, 6-3    | Parcours |
| 7  | 29-01-2018 | St. Petersburg Ladies Trophy Saint-Pétersbourg | Premier   | 799 000 $    | Dur (int.)      | Timea Bacsinszky      | Alla Kudryavtseva Katarina Srebotnik | 2-6, 6-1, [10-3] | Parcours |
| 8  | 23-07-2018 | Moscow River Cup Moscou                        | Intern'l  | 626 750 $    | Terre (ext.)    | Anastasia Potapova    | Alexandra Panova Galina Voskoboeva   | 6-0, 6-3         | Parcours |
| 9  | 18-02-2019 | Hungarian Ladies Open Budapest                 | Intern'l  | 226 750 $    | Dur (int.)      | Ekaterina Alexandrova | Fanny Stollár Heather Watson         | 6-4, 4-6, [10-7] | Parcours |
| 10 | 31-08-2020 | US Open Flushing Meadows                       | G. Chelem | 21 656 000 $ | Dur (ext.)      | Laura Siegemund       | Nicole Melichar Xu Yifan             | 6-4, 6-4         | Parcours |
| 11 | 28-02-2022 | Open 6e sens Lyon                              | WTA 250   | 239 477 $    | Dur (int.)      | Laura Siegemund       | Alicia Barnett Olivia Nicholls       | 7-5, 6-1         | Parcours |
| 12 | 22-03-2022 | Miami Open Miami                               | WTA 1000  | 8 369 455 $  | Dur (ext.)      | Laura Siegemund       | Veronika Kudermetova Elise Mertens   | 7-63, 7-5        | Parcours |
| 13 | 31-07-2023 | Mubadala Citi DC Open Washington               | WTA 500   | 780 637 $    | Dur (ext.)      | Laura Siegemund       | Alexa Guarachi Monica Niculescu      | 6-4, 6-4         | Parcours |
| 14 | 25-09-2023 | Ningbo Open Ningbo                             | WTA 250   | 259 303 $    | Dur (ext.)      | Laura Siegemund       | Guo Hanyu Jiang Xinyu                | 4-6, 6-3, [10-5] | Parcours |
| 15 | 16-10-2023 | Jiangxi Open Nanchang                          | WTA 250   | 259 303 $    | Dur (ext.)      | Laura Siegemund       | Eri Hozumi Makoto Ninomiya           | 6-4, 6-2         | Parcours |
| 16 | 29-10-2023 | GNP Seguros WTA Finals Cancun Cancún           | Masters   | 9 000 000 $  | Dur (ext.)      | Laura Siegemund       | Nicole Melichar-Martinez Ellen Perez | 6-4, 6-4         | Parcours |

### Finales en double dames
| No | Date       | Nom et lieu du tournoi                   | Catégorie | Dotation    | Surface         | Vainqueures                       | Partenaire        | Score     |          |
| -- | ---------- | ---------------------------------------- | --------- | ----------- | --------------- | --------------------------------- | ----------------- | --------- | -------- |
| 1  | 29-09-2003 | Ladies Kremlin Cup Moscou                | Tier I    | 1 300 000 $ | Moquette (int.) | Nadia Petrova Meghann Shaughnessy | Anastasia Myskina | 6-3, 6-4  | Parcours |
| 2  | 16-02-2004 | Cellular South Cup Memphis               | Tier III  | 190 000 $   | Dur (int.)      | Åsa Svensson Meilen Tu            | Maria Sharapova   | 6-4, 7-60 | Parcours |
| 3  | 13-06-2005 | Hastings Direct Championships Eastbourne | Tier II   | 585 000 $   | Gazon (ext.)    | Lisa Raymond Rennae Stubbs        | Elena Likhovtseva | 6-3, 7-5  | Parcours |
| 4  | 25-07-2005 | Bank of the West Classic Stanford        | Tier II   | 585 000 $   | Dur (ext.)      | Cara Black Rennae Stubbs          | Elena Likhovtseva | 6-3, 7-5  | Parcours |
| 5  | 14-07-2008 | Bank of the West Classic Stanford        | Tier II   | 600 000 $   | Dur (ext.)      | Cara Black Liezel Huber           | Elena Vesnina     | 6-4, 6-3  | Parcours |
| 6  | 21-06-2010 | The Championships Wimbledon              | G. Chelem | 9 781 631 $ | Gazon (ext.)    | Vania King Yaroslava Shvedova     | Elena Vesnina     | 7-66, 6-2 | Parcours |
| 7  | 28-08-2023 | US Open Flushing Meadows                 | G. Chelem | NC          | Dur (ext.)      | Gabriela Dabrowski Erin Routliffe | Laura Siegemund   | 7-69, 6-3 | Parcours |

### Titres en double mixte
| No | Date       | Nom et lieu du tournoi      | Catégorie | Dotation    | Surface      | Partenaire | Finalistes                   | Score    |          |
| -- | ---------- | --------------------------- | --------- | ----------- | ------------ | ---------- | ---------------------------- | -------- | -------- |
| 1  | 30-08-2004 | US Open Flushing Meadows    | G. Chelem | 7 017 780 $ | Dur (ext.)   | Bob Bryan  | Alicia Molik Todd Woodbridge | 6-3, 6-4 | Parcours |
| 2  | 26-06-2006 | The Championships Wimbledon | G. Chelem | 6 743 737 $ | Gazon (ext.) | Andy Ram   | Venus Williams Bob Bryan     | 6-3, 6-2 | Parcours |

### Finale en simple en WTA 125
| No | Date       | Nom et lieu du tournoi      | Catégorie | Dotation  | Surface    | Vainqueure       | Score    |          |
| -- | ---------- | --------------------------- | --------- | --------- | ---------- | ---------------- | -------- | -------- |
| 1  | 05-09-2017 | Dalian Women's Open, Dalian | WTA 125   | 125 000 $ | Dur (ext.) | Kateryna Kozlova | 6-4, 6-2 | Parcours |

### Titres en double en WTA 125
| No | Date       | Nom et lieu du tournoi  | Catégorie | Dotation  | Surface      | Partenaire       | Finalistes                      | Score              |          |
| -- | ---------- | ----------------------- | --------- | --------- | ------------ | ---------------- | ------------------------------- | ------------------ | -------- |
| 1  | 13-12-2021 | Open de Limoges Limoges | WTA 125   | 115 000 $ | Dur (int.)   | Monica Niculescu | Estelle Cascino Jessika Ponchet | 6-4, 6-4           | Parcours |
| 2  | 15-05-2023 | Trophée Clarins Paris   | WTA 125   | 115 000 $ | Terre (ext.) | Anna Danilina    | Nadiia Kichenok Alycia Parks    | 5-7, 7-62, [14-12] | Parcours |

### Finales en double en WTA 125
| No | Date       | Nom et lieu du tournoi         | Catégorie | Dotation  | Surface      | Vainqueures                            | Partenaire       | Score            |          |
| -- | ---------- | ------------------------------ | --------- | --------- | ------------ | -------------------------------------- | ---------------- | ---------------- | -------- |
| 1  | 05-11-2018 | Open de Limoges Limoges        | WTA 125   | 115 000 $ | Dur (int.)   | Veronika Kudermetova Galina Voskoboeva | Timea Bacsinszky | 7-5, 6-4         | Parcours |
| 2  | 06-12-2021 | Open Angers Arena Loire Angers | WTA 125   | 115 000 $ | Dur (int.)   | Tereza Mihalíková Greet Minnen         | Monica Niculescu | 4-6, 6-1, [10-8] | Parcours |
| 3  | 25-03-2024 | Megasaray Hotels Open Antalya  | WTA 125   | 115 000 $ | Terre (ext.) | Angelica Moratelli Camilla Rosatello   | Tímea Babos      | 6-3,3-6, [15-13] | Parcours |

## Parcours en Grand Chelem

### En simple dames
| Année | Open d'Australie | Open d'Australie   | Internationaux de France | Internationaux de France | Wimbledon       | Wimbledon           | US Open         | US Open             |
| ----- | ---------------- | ------------------ | ------------------------ | ------------------------ | --------------- | ------------------- | --------------- | ------------------- |
| 2002  | —                | —                  | 1/8 de finale            | Serena Williams          | 2e tour (1/32)  | Iva Majoli          | 3e tour (1/16)  | Kim Clijsters       |
| 2003  | 1er tour (1/64)  | Elena Bovina       | 1/4 de finale            | Nadia Petrova            | 1/8 de finale   | Venus Williams      | 3e tour (1/16)  | Meghann Shaughnessy |
| 2004  | 1/8 de finale    | Lindsay Davenport  | 3e tour (1/16)           | Maria Sharapova          | 1/8 de finale   | Lindsay Davenport   | 1/8 de finale   | Elena Dementieva    |
| 2005  | 2e tour (1/32)   | Vera Dushevina     | 3e tour (1/16)           | Mary Pierce              | 2e tour (1/32)  | Květa Peschke       | —               | —                   |
| 2006  | 1er tour (1/64)  | Martina Hingis     | 1er tour (1/64)          | Dinara Safina            | 1er tour (1/64) | Kim Clijsters       | 3e tour (1/16)  | Elena Dementieva    |
| 2007  | 1/8 de finale    | Maria Sharapova    | —                        | —                        | —               | —                   | 3e tour (1/16)  | Serena Williams     |
| 2008  | 1er tour (1/64)  | Ai Sugiyama        | 1/8 de finale            | Elena Dementieva         | 2e tour (1/32)  | Tamarine Tanasugarn | 2e tour (1/32)  | Tatiana Perebiynis  |
| 2009  | 1/2 finale       | Dinara Safina      | —                        | —                        | 3e tour (1/16)  | Virginie Razzano    | 1/8 de finale   | Flavia Pennetta     |
| 2010  | 1/8 de finale    | Victoria Azarenka  | 2e tour (1/32)           | Anastasia Rodionova      | Finale          | Serena Williams     | Finale          | Kim Clijsters       |
| 2011  | 1/2 finale       | Kim Clijsters      | 1/8 de finale            | A. Pavlyuchenkova        | 3e tour (1/16)  | Tsvetana Pironkova  | 1/4 de finale   | Samantha Stosur     |
| 2012  | 3e tour (1/16)   | Ekaterina Makarova | —                        | —                        | 3e tour (1/16)  | Kim Clijsters       | —               | —                   |
|       |                  |                    |                          |                          |                 |                     |                 |                     |
| 2014  | 1er tour (1/64)  | Casey Dellacqua    | —                        | —                        | 3e tour (1/16)  | Zarina Diyas        | —               | —                   |
| 2015  | 2e tour (1/32)   | Serena Williams    | —                        | —                        | —               | —                   | —               | —                   |
|       |                  |                    |                          |                          |                 |                     |                 |                     |
| 2017  | —                | —                  | —                        | —                        | —               | —                   | Q2              | Jamie Loeb          |
| 2018  | Q1               | Anna Kalinskaya    | —                        | —                        | 1er tour (1/64) | Angelique Kerber    | 2e tour (1/32)  | Aryna Sabalenka     |
| 2019  | Q1               | Astra Sharma       | 1er tour (1/64)          | Aliona Bolsova           | —               | —                   | —               | —                   |
| 2020  | —                | —                  | Q3                       | Monica Niculescu         | Annulé          | Annulé              | 1er tour (1/64) | Leylah Fernandez    |
| 2021  | 1er tour (1/64)  | Elena Rybakina     | Q3                       | A. K. Schmiedlová        | 2e tour (1/32)  | Iga Świątek         | 1er tour (1/64) | Ashleigh Barty      |
| 2022  | 1er tour (1/64)  | Elise Mertens      | —                        | —                        | —               | —                   | —               | —                   |
| 2023  | —                | —                  | —                        | —                        | Q2              | Darja Semeņistaja   | 1er tour (1/64) | Yanina Wickmayer    |

N.B. : à droite du résultat se trouve le nom de l'ultime adversaire.

### En double dames
N.B. : le nom de la partenaire se trouve sous le résultat ; le nom des ultimes adversaires se trouve à droite.

### En double mixte
| Année | Open d'Australie                                                                | Open d'Australie                                                   | Internationaux de France                                                                | Internationaux de France                                                        | Wimbledon                                                          | Wimbledon | US Open                                                                 | US Open          |
| ----- | ------------------------------------------------------------------------------- | ------------------------------------------------------------------ | --------------------------------------------------------------------------------------- | ------------------------------------------------------------------------------- | ------------------------------------------------------------------ | --------- | ----------------------------------------------------------------------- | ---------------- |
| 2003  | —                                                                               | —                                                                  | —                                                                                       | —                                                                               | —                                                                  | —         | 1er tour (1/16) Eagle \|\| style="text-align:left;" \| Stevenson Spadea |                  |
| 2004  | —                                                                               | —                                                                  | —                                                                                       | —                                                                               | —                                                                  | —         | Victoire Bryan                                                          | Molik Woodbridge |
| 2005  | 1/4 de finale Bryan \|\| style="text-align:left;" \| Huber Ullyett              | —                                                                  | —                                                                                       | —                                                                               | —                                                                  | —         | —                                                                       |                  |
| 2006  | 1/4 de finale Bryan \|\| style="text-align:left;" \| Likhovtseva Nestor         | 1/2 finale Ram \|\| style="text-align:left;" \| Srebotnik Zimonjić | Victoire Ram                                                                            | Williams Bryan                                                                  | 1er tour (1/16) Ram \|\| style="text-align:left;" \| Medina Prieto |           |                                                                         |                  |
| 2007  | 1er tour (1/16) Ram \|\| style="text-align:left;" \| Dellacqua Guccione         | —                                                                  | —                                                                                       | —                                                                               | —                                                                  | —         | —                                                                       |                  |
|       |                                                                                 |                                                                    |                                                                                         |                                                                                 |                                                                    |           |                                                                         |                  |
| 2010  | —                                                                               | —                                                                  | —                                                                                       | —                                                                               | 2e tour (1/16) Sá \|\| style="text-align:left;" \| Benešová Dlouhý | —         | —                                                                       |                  |
|       |                                                                                 |                                                                    |                                                                                         |                                                                                 |                                                                    |           |                                                                         |                  |
| 2012  | —                                                                               | —                                                                  | —                                                                                       | —                                                                               | 2e tour (1/16) Melo \|\| style="text-align:left;" \| Zheng Bopanna | —         | —                                                                       |                  |
|       |                                                                                 |                                                                    |                                                                                         |                                                                                 |                                                                    |           |                                                                         |                  |
| 2021  | 2e tour (1/8) M. Melo \|\| style="text-align:left;" \| D. Krawczyk J. Salisbury | —                                                                  | —                                                                                       | 2e tour (1/16) G. Escobar \|\| style="text-align:left;" \| A. Klepač J.J. Rojer | —                                                                  | —         |                                                                         |                  |
|       |                                                                                 |                                                                    |                                                                                         |                                                                                 |                                                                    |           |                                                                         |                  |
| 2024  | —                                                                               | —                                                                  | 1er tour (1/16) S. Gillé \|\| style="text-align:left;" \| N. Melichar-Martinez J. Peers | —                                                                               | —                                                                  | —         | —                                                                       |                  |

N.B. : le nom du partenaire se trouve sous le résultat ; le nom des ultimes adversaires se trouve à droite.

## Parcours en «Premier» et WTA 1000
Les tournois WTA « Premier Mandatory » et « Premier 5 » (entre 2009 et 2020) et WTA 1000 (à partir de 2021) constituent les catégories d'épreuves les plus prestigieuses, après les quatre levées du Grand Chelem.

### En simple dames
| Année |              | Premier Mandatory                | Premier Mandatory                 | Premier Mandatory            | Premier Mandatory          |       | Premier 5 | Premier 5                       | Premier 5                    | Premier 5                  | Premier 5                   | Premier 5 | Premier 5                    |
| Année | Indian Wells | Miami                            | Madrid                            | Pékin                        |                            | Dubaï | Rome      | Canada                          | Cincinnati                   |                            | Tokyo                       |           |                              |
| Année | Indian Wells | Miami                            | Madrid                            | Pékin                        |                            | Doha  | Rome      | Canada                          | Cincinnati                   |                            | Wuhan                       |           |                              |
| Année | Indian Wells | Miami                            | Madrid                            | Pékin                        | Guadalajara                |       | Rome      | Canada                          | Cincinnati                   |                            |                             |           |                              |
| 2009  |              | Victoire A. Ivanović             | 3e tour (1/16) Li N.              |                              | 1/4 de finale M. Bartoli   |       |           | 1/4 de finale V. Razzano        |                              | 3e tour (1/8) M. Sharapova | 3e tour (1/8) D. Hantuchová |           | 2e tour (1/16) A. Kleybanova |
| 2010  |              | 4e tour (1/8) S. Stosur          | 4e tour (1/8) J. Henin            | 2e tour (1/16) V. Williams   | Finale C. Wozniacki        |       |           | 1/4 de finale V. Azarenka       | 1er tour (1/32) P. Kvitová   | Finale C. Wozniacki        | 3e tour (1/8) F. Pennetta   |           | 1/4 de finale E. Dementieva  |
| 2011  |              | 3e tour (1/16) D. Cibulková      | 1/2 finale V. Azarenka            | 3e tour (1/8) P. Kvitová     | 3e tour (1/8) A. Ivanović  |       |           | 3e tour (1/8) A. Kleybanova     |                              | 3e tour (1/8) A. Radwańska | 1/2 finale M. Sharapova     |           | Finale A. Radwańska          |
| 2012  |              | 3e tour (1/16) K. Zakopalová     | 2e tour (1/32) G. Muguruza        | 1er tour (1/32) P. Cetkovská |                            |       |           | 2e tour (1/16) M. Niculescu     |                              |                            |                             |           |                              |
| 2014  |              | 1er tour (1/64) Peng S.          |                                   |                              |                            |       |           |                                 |                              |                            |                             |           |                              |
| 2015  |              | 1er tour (1/64) P. Hercog        | 1er tour (1/64) A. Pavlyuchenkova |                              |                            |       |           | 1er tour (1/32) C. Giorgi       |                              |                            |                             |           |                              |
| 2018  |              | 1er tour (1/64) N. Vikhlyantseva |                                   |                              |                            |       |           |                                 |                              |                            |                             |           |                              |
| 2019  |              |                                  |                                   | 1er tour (1/32) D. Collins   |                            |       |           |                                 |                              |                            |                             |           |                              |
| 2020  |              |                                  |                                   |                              |                            |       |           | 2e tour (1/16) Zheng S.         | 1er tour (1/32) D. Kasatkina |                            | 3e tour (1/8) J. Konta      |           |                              |
|       |              | WTA 1000                         |                                   |                              |                            |       |           |                                 |                              |                            |                             |           |                              |
| 2021  |              |                                  |                                   | 1er tour (1/32) A. Sabalenka |                            |       |           |                                 | 3e tour (1/8) Ka. Pliskova   |                            |                             |           |                              |
| 2022  |              | 1er tour (1/64) Zheng Q.         | 3e tour (1/16) D. Collins         |                              |                            |       |           | 1er tour (1/32) A. Van Uytvanck |                              |                            |                             |           |                              |
| 2023  |              |                                  |                                   |                              | 1er tour (1/32) Wang Xinyu |       |           | 1er tour (1/32) A. Anisimova    |                              |                            |                             |           |                              |

Sous le résultat, l’ultime adversaire.

## Parcours aux Masters

### En simple dames
| # | Date       | Nom de l'édition                 | ($)       | Surface    | Résultat              | Ultime adversaire   | Score          |          |
| - | ---------- | -------------------------------- | --------- | ---------- | --------------------- | ------------------- | -------------- | -------- |
| 1 | 08/11/2004 | Tour Championships Los Angeles   | 3 000 000 | Dur (int.) | Round Robin (défaite) | Svetlana Kuznetsova | 6-2, 6-4       | Parcours |
| 1 | 08/11/2004 | Tour Championships Los Angeles   | 3 000 000 | Dur (int.) | Round Robin (défaite) | Amélie Mauresmo     | 6-1, 6-0       | Parcours |
| 1 | 08/11/2004 | Tour Championships Los Angeles   | 3 000 000 | Dur (int.) | Round Robin (défaite) | Maria Sharapova     | 6-4, 7-5       | Parcours |
| 2 | 04/11/2008 | Sony Ericsson Championships Doha | 4 450 000 | Dur (ext.) | Finale                | Venus Williams      | 6-75, 6-0, 6-2 | Parcours |
| 3 | 27/10/2009 | Sony Ericsson Championships Doha | 4 550 000 | Dur (ext.) | Round Robin (défaite) | Caroline Wozniacki  | 6-0, 6-73, 6-4 | Parcours |
| 4 | 26/10/2010 | WTA Championships Doha           | 4 550 000 | Dur (ext.) | 1/2 finale            | Caroline Wozniacki  | 7-5, 6-0       | Parcours |
| 5 | 25/10/2011 | WTA Championships Istanbul       | 4 900 000 | Dur (int.) | 1/2 finale            | Victoria Azarenka   | 6-2, 6-3       | Parcours |

### En double dames
| # | Date       | Nom de l'édition               | ($)       | Surface    | Résultat   | Partenaire        | Ultimes adversaires      | Score     |          |
| - | ---------- | ------------------------------ | --------- | ---------- | ---------- | ----------------- | ------------------------ | --------- | -------- |
| 1 | 07/11/2005 | Tour Championships Los Angeles | 3 000 000 | Dur (int.) | 1/2 finale | Elena Likhovtseva | Cara Black Rennae Stubbs | 6-4, 7-64 | Parcours |

## Parcours aux Jeux olympiques

### En simple dames
| # | Date       | Nom de l'olympiade             | Surface      | Résultat      | Ultime adversaire | Score    |          |
| - | ---------- | ------------------------------ | ------------ | ------------- | ----------------- | -------- | -------- |
| 1 | 11/08/2008 | Olympic Tennis Event Pékin     | Dur (ext.)   | Bronze        | Li Na             | 6-0, 7-5 | Parcours |
| 2 | 28/07/2012 | Olympic Tennis Event Wimbledon | Gazon (ext.) | 3e tour (1/8) | Serena Williams   | 6-1, 6-0 | Parcours |

### En double dames
| # | Date       | Nom de l'olympiade         | Surface    | Résultat      | Partenaire    | Ultimes adversaires            | Score    |          |
| - | ---------- | -------------------------- | ---------- | ------------- | ------------- | ------------------------------ | -------- | -------- |
| 1 | 11/08/2008 | Olympic Tennis Event Pékin | Dur (ext.) | 1/4 de finale | Elena Vesnina | Serena Williams Venus Williams | 6-4, 6-0 | Parcours |

## Parcours en Fed Cup
| #                                                                  | Date       | Lieu         | Surface         | Gagnante(s)                      | Perdante(s)                | Score         |          |
| ------------------------------------------------------------------ | ---------- | ------------ | --------------- | -------------------------------- | -------------------------- | ------------- | -------- |
|                                                                    |            |              |                 |                                  |                            |               |          |
| 2003 - 1/4 de finale (groupe mondial) - Slovénie - Russie - 0 : 5  |            |              |                 |                                  |                            |               |          |
| 1                                                                  | 19/07/2003 | Portorož     | Terre (ext.)    | Vera Zvonareva                   | Maja Matevžič              | 6-1, 6-2      | Parcours |
|                                                                    |            |              |                 |                                  |                            |               |          |
| 2003 - 1/2 finale (groupe mondial) - Russie - France - 2 : 3       |            |              |                 |                                  |                            |               |          |
| 2                                                                  | 19/11/2003 | Moscou       | Moquette (int.) | Amélie Mauresmo                  | Vera Zvonareva             | 6-2, 6-2      | Parcours |
| 2                                                                  | 19/11/2003 | Moscou       | Moquette (int.) | Mary Pierce                      | Vera Zvonareva             | 6-4, 3-6, 6-3 | Parcours |
|                                                                    |            |              |                 |                                  |                            |               |          |
| 2004 - 1er tour (groupe mondial) - Russie - Australie - 4 : 1      |            |              |                 |                                  |                            |               |          |
| 3                                                                  | 24/04/2004 | Moscou       | Moquette (int.) | Vera Zvonareva                   | Samantha Stosur            | 6-2, 6-3      | Parcours |
|                                                                    |            |              |                 |                                  |                            |               |          |
| 2004 - 1/4 de finale (groupe mondial) - Argentine - Russie - 1 : 4 |            |              |                 |                                  |                            |               |          |
| 4                                                                  | 10/07/2004 | Buenos Aires | Terre (ext.)    | Vera Zvonareva                   | Mariana Díaz-Oliva         | 6-3, 6-0      | Parcours |
|                                                                    |            |              |                 |                                  |                            |               |          |
| 2004 - Finale (groupe mondial) - Russie - France - 3 : 2           |            |              |                 |                                  |                            |               |          |
| 5                                                                  | 27/11/2004 | Moscou       | Moquette (int.) | Anastasia Myskina Vera Zvonareva | Marion Bartoli Émilie Loit | 7-65, 7-5     | Parcours |
|                                                                    |            |              |                 |                                  |                            |               |          |
| 2008 - 1/2 finale (groupe mondial) - Russie - États-Unis - 3 : 2   |            |              |                 |                                  |                            |               |          |
| 6                                                                  | 26/04/2008 | Moscou       | Terre (int.)    | Vera Zvonareva                   | Vania King                 | 4-6, 6-3, 6-2 | Parcours |
|                                                                    |            |              |                 |                                  |                            |               |          |
| 2008 - Finale (groupe mondial) - Espagne - Russie - 0 : 4          |            |              |                 |                                  |                            |               |          |
| 7                                                                  | 13/09/2008 | Madrid       | Terre (ext.)    | Vera Zvonareva                   | Anabel Medina              | 6-3, 6-4      | Parcours |
|                                                                    |            |              |                 |                                  |                            |               |          |
| 2011 - 1/2 finale (groupe mondial) - Russie - Italie - 5 : 0       |            |              |                 |                                  |                            |               |          |
| 8                                                                  | 16/04/2011 | Moscou       | Dur (int.)      | Vera Zvonareva                   | Sara Errani                | 6-0, 6-2      | Parcours |
| 8                                                                  | 16/04/2011 | Moscou       | Dur (int.)      | Vera Zvonareva                   | Roberta Vinci              | 6-4, 6-2      | Parcours |

## Classements WTA en fin de saison
| Année          | 2000 | 2001 | 2002 | 2003 | 2004 | 2005 | 2006 | 2007 | 2008 | 2009 | 2010 | 2011 | 2012 | 2013 | 2014 | 2015 | 2016 | 2017 | 2018 | 2019 | 2020 | 2021 | 2022 | 2023 | 2024 |
| Rang en simple | 357  | 371  | 45   | 13   | 11   | 42   | 24   | 23   | 7    | 9    | 2    | 7    | 98   | –    | 251  | 182  | –    | 204  | 123  | 141  | 163  | 87   | 273  | 256  | 1168 |
| Rang en double | –    | 539  | 387  | 73   | 15   | 10   | 18   | 72   | 48   | 58   | 33   | 83   | 33   | –    | 345  | 174  | –    | –    | 56   | 71   | 40   | 53   | 31   | 9    | 78   |

Source : (en) Classements de Vera Zvonareva sur le site officiel de la Fédération internationale de tennis

## Records et statistiques

### Confrontations avec ses principales adversaires
Confrontations lors des différents tournois WTA avec ses principales adversaires (7 confrontations minimum et avoir été membre du top 10). Classement par pourcentage de victoires. Situation au 5 mai 2024 :
| Joueuse             | Meilleur classement | Confrontations | Victoires | Défaites | Pourcentage de victoires | Dernière confrontation                                  |
| ------------------- | ------------------- | -------------- | --------- | -------- | ------------------------ | ------------------------------------------------------- |
| Amélie Mauresmo     | 1                   | 9              | 1         | 8        | 11,1                     | défaite (3-6, 6-1, 3-6) à Eastbourne 2009               |
| Venus Williams      | 1                   | 8              | 1         | 7        | 12,5                     | défaite (5-7, 3-6) à Madrid 2010                        |
| Serena Williams     | 1                   | 10             | 2         | 8        | 20                       | défaite (5-7, 0-6) à l'Open d'Australie 2015            |
| Kim Clijsters       | 1                   | 11             | 3         | 8        | 27,3                     | défaite (3-6, 3-4 ab.) à Wimbledon 2012                 |
| Samantha Stosur     | 4                   | 11             | 3         | 8        | 27,3                     | victoire (4-6, 6-2, 6-2) au WTA 125 d'Indian Wells 2020 |
| Elena Dementieva    | 3                   | 7              | 2         | 5        | 28,6                     | défaite (5-7, 2-6) à Tokyo 2010                         |
| Maria Sharapova     | 1                   | 10             | 3         | 7        | 30                       | défaite (6-2, 3-6, 3-6) à Cincinnati 2011               |
| Svetlana Kuznetsova | 2                   | 12             | 4         | 8        | 33,3                     | défaite (1-6, 2-6) à Sydney 2012                        |
| Nadia Petrova       | 3                   | 8              | 3         | 5        | 37,5                     | victoire (7-5? 6-4) à Toronto 2011                      |
| Ana Ivanović        | 1                   | 10             | 5         | 5        | 50                       | défaite (2-6, 1-6) à Pékin 2011                         |
| Li Na               | 2                   | 8              | 4         | 4        | 50                       | défaite (5-7, 3-6) à Shenzhen 2014                      |
| Dinara Safina       | 1                   | 12             | 6         | 6        | 50                       | victoire (3-6, 6-3, 6-2) à Miami 2011                   |
| Victoria Azarenka   | 1                   | 11             | 6         | 5        | 54,5                     | défaite (5-7, 4-6) à Stuttgart 2019                     |
| Caroline Wozniacki  | 1                   | 9              | 5         | 4        | 55,6                     | victoire (6-2, 4-6, 6-3) au Masters 2011                |
| Jelena Janković     | 1                   | 14             | 8         | 6        | 57,1                     | victoire (6-1, 2-6, 6-4) à Doha 2011                    |
| Petra Kvitová       | 2                   | 7              | 4         | 3        | 57,1                     | victoire (6-4, 3-6, 6-4) à Rome 2021                    |
| Daniela Hantuchová  | 5                   | 8              | 6         | 2        | 75                       | victoire (6-3, 7-6) à Cincinnati 2017                   |
| Marion Bartoli      | 7                   | 11             | 9         | 2        | 81,8                     | victoire (2-6, 6-3, 6-2) à Miami 2011                   |
| Francesca Schiavone | 4                   | 11             | 11        | 0        | 100                      | victoire (6-3, 6-3) aux Jeux Olympiques 2012            |